# Asialepidotus shingyiensis
Asialepidotus shingyiensis è un pesce osseo estinto, appartenente agli ionoscopiformi. Visse nel Triassico medio (Ladinico, circa 242 milioni di anni fa) e i suoi resti fossili sono stati ritrovati in Cina.

## Descrizione
Questo pesce possedeva un corpo compatto e abbastanza slanciato, e superficialmente ricordava i generi europei Lepidotes e Semionotus; le pinne dorsale, anale e pelviche erano piuttosto piccole, e la pinna caudale era biforcuta. Solitamente non superava di molto i 20 centimetri di lunghezza. Asialepidotus era caratterizzato da alcune particolarità anatomiche che lo distinguono dai generi europei precedentemente menzionati, come un osso rostrale a V, vomeri appaiati, un parasfenoide dentato, un dermosfenotico con una flangia innerorbitale scanalata, un quadratogiugale a forma di barra, un ramo del canale sensoriale infraorbitale nella mascella.

## Classificazione
Asialepidotus shingyiensis venne descritto per la prima volta da Su nel 1959, sulla base di fossili ritrovati nella provincia di Guizhou in Cina, in terreni risalenti al Ladinico. Altri fossili successivamente sono stati ritrovati nella provincia di Yunnan.
Asialepidotus è stato inizialmente considerato affine a Lepidotes all'interno dei Semionotiformes, ma successivamente è stato riconosciuto come un membro degli Halecomorphi. All'interno di questo gruppo, tuttavia, Asialepidotus è stato variamente considerato come un rappresentante degli Amiiformes, dei Parasemionotiformes o dei Panxianichthyiformes. Ricerche più recenti hanno indicato che Asialepidotus potrebbe essere uno dei membri più antichi degli Ionoscopiformes, leggermente più antico di Robustichthys, anch'esso della Cina (Xu e Ma, 2018).